# تمسکا
تمسکا (به صربی: Temska) یک منطقهٔ مسکونی در صربستان است که در ناحیه پیروت واقع شده‌است. تمسکا ۹۰۸ نفر جمعیت دارد.